# Stazione di Fabriano
La stazione di Fabriano è la stazione che serve la città di Fabriano ed è ubicata sulla linea Roma-Ancona; dalla stessa hanno origine le linee per Pergola e per Civitanova.

## Storia
La prima stazione di Fabriano, posta immediatamente a nord del centro cittadino, fu inaugurata il 29 aprile 1866 insieme alla tratta di ferrovia che da Falconara Marittima raggiungeva Foligno.
In seguito all'attivazione della linea per Urbino (1895), venne spostata nella posizione attuale. Il fabbricato viaggiatori della prima stazione fu adibito a uffici, ed è tuttora esistente.
Durante la seconda guerra mondiale, la nuova stazione venne danneggiata; il fabbricato viaggiatori venne sostituito da un edificio in stile moderno al termine del conflitto, progettato dall'architetto Paolo Perilli e inaugurato il 18 agosto 1948.
In seguito ai danneggiamenti della seconda guerra mondiale sulla Fermignano-Pergola nel 1944 il capolinea non fu più Urbino, ma venne spostato a Pergola. A novembre 2013 è stato sospeso il servizio viaggiatori sulla tratta, la quale è stata riaperta al traffico turistico nel 2021.
Nel 2025, la stazione è stata interessata da lavori di riqualificazione.

## Strutture e impianti
Il fabbricato viaggiatori ospita diversi servizi per i viaggiatori tra cui biglietteria, sala d'attesa, bar, agenzia viaggi e edicola, oltre alla dirigenza del movimento ferroviario.
All'interno si contano 5 binari passanti per il servizio passeggeri serviti da tre banchine collegate tramite un sottopassaggio.
La stazione dispone anche di uno scalo merci con numerosi binari sia tronchi che passanti, oltre ad una rimessa per locomotive.

## Movimento
La stazione è servita da collegamenti a lunga percorrenza operati da Trenitalia, nonché dai servizi regionali svolti anch'essi da Trenitalia nell'ambito del contratto di servizio stipulato con la Regione Marche. Circolano circa 80 treni al giorno, appartenenti alle seguenti categorie di servizio: 
- Frecciargento
  - Roma - Ravenna (con fermate a Terni, Spoleto, Foligno, Jesi, Falconara M., Pesaro, Rimini), 1 coppia al giorno
- InterCity
  - Roma - Ancona (con fermate a Orte, Terni, Spoleto, Foligno, Fossato di V., Jesi, Falconara M.), 2 coppie al giorno, di cui una prolungata su S. Benedetto del T. (con fermate anche a Loreto, Civitanova M., Porto S. Giorgio)
- Regionale Veloce
  - Roma - Ancona (con fermate nelle principali stazioni), con alcuni prolungamenti su Loreto
- Regionale
  - Ancona - Fabriano (con fermate in quasi tutte le stazioni), con alcuni prolungamenti su Foligno
  - Fabriano  - Macerata  (con fermate in quasi tutte le stazioni), con alcuni prolungamenti su Civitanova M. e Ancona

## Servizi
La stazione dispone di:
- Biglietteria
- Biglietteria self-service
- Bar
- Servizi igienici